# اس‌ان‌اف
اس‌ان‌اف (انگلیسی: SNF) شرکت صنایع شیمیایی فرانسوی است، که در سال ۱۹۷۸ تأسیس شد.